# دانی آوس دن بیرکن
دانی آوس دن بیرکن (آلمانی: Danny aus den Birken؛ زادهٔ ۱۵ فوریهٔ ۱۹۸۵) بازیکن هاکی روی یخ اهل آلمان است.